# Adam Deadmarsh
Adam Deadmarsh (* 10. května 1975, Trail, Britská Kolumbie, Kanada) je bývalý hokejový útočník, který ukončil svoji hráčskou kariéru v roce 2005. Po roce 2009 působil v Coloradu Avalanche na pozici videotrenéra, rozvojového trenéra a asistenta trenéra.

## Profil

### Hráčská kariéra
Adam Deadmarsh se narodil americké matce a kanadskému otci v Trailu, v Kanadě, blízko kanadsko-amerických hranic, ale rozhodl se reprezentovat USA. V mladých letech hrál v lize KIJHL za tým Beaver Valley Nite Hawks, kde v sezóně 1990/1991 nasbíral ve 35 zápasech 72 kanadských bodů.
V 16 letech šel hrát do americké juniorské ligy WHL, kde hrál za Portland Winter Hawks. V Portlandu se z něho stala hvězda WHL a už v 17 letech dostal pozvánku na juniorské MS 1993 v dresu USA. Na šampionátu ale nezískal žádnou medaili a v 7 zápasech si nepřipsal ani bod. Stejně dopadl i na dalším MS juniorů v roce 1994.
V roce 1993 byl draftován Quebecem Nordiques v 1. kole na celkově 14. místě. V NHL mohl nastoupit už v sezóně 1994/95, ale kvůli výluce hrál dál za Portland a zahrál si na přelomu roku i na dalším Mistrovství světa juniorů, kde sice opět s týmem USA nevyhrál žádnou medaili, ale v 7 zápasech si připsal 10 kanadských bodů za 6 gólů a 4 asistence.
Když se po výluce dohrála alespoň zkrácená sezóna NHL, v Quebecu se ukázal v dobrém světle a ve své premiérové sezóně NHL si připsal 17 kanadských bodů ve 48 zápasech.
Před sezónou 1995-1996 se tým Quebec Nordiques přestěhoval z kanadského Quebecu do amerického Denveru a byl přejmenován na Colorado Avalanche, a tak změnil působiště společně s týmem i Deadmarsh. Hned první sezóna se novému klubu a tím i Adamu Deadmarshovi velmi podařila a Adam vyhrál s týmem nejprve základní část NHL (čímž získal Presidents' Trophy) a poté i playoff, díky čemuž získal svůj první a poslední Stanley cup. Společně se Stanley cupem vyhrál i trofej pro nejlepší tým Západní konference NHL – Clarence S. Campbell Bowl. V létě 1996 reprezentoval USA na Světovém poháru, kde americká hokejová reprezentace zvítězila. V sezóně 1996/97 se mu zase dařilo individuálně a patřil k oporám Colorada se 60 kanadskými body. V dalších 4 sezónách ho trápila četná zranění a pohyboval se mezi 40 a 50 kanadskými body za sezónu. V roce 1998 si zahrál za reprezentaci na Olympijských hrách v Naganu, kde byl tým USA vyřazen ve čtvrtfinále.
21. února 2001 byl vyměněn z Colorada Avalanche společně s Aaronem Millerem do týmu Los Angeles Kings za Roba Blakea a Stevena Reinprechta. V Los Angeles už jen dohrál nepovedenou sezónu, opět zkrácenou zraněními. V první celé sezóně za Los Angeles Kings hrál dobře a připsal si 62 kanadských bodů v 76 zápasech.
V roce 2002 byl nominovaný do týmu USA na ZOH 2002 v Salt Lake City. Americký tým v domácím prostředí získal stříbrné medaile.
V sezóně 2002/03 se po 20 zápasech NHL zranil a měl těžký otřes mozku. Nehrál celý zbytek sezóny a nevrátil se ani v sezóně následující. Po dlouhém rozmýšlení 22. září 2005 ukončil oficiálně svou hráčskou kariéru. V NHL hrál naposledy ve svých 27 letech.

### Trenérská kariéra
Před sezónou 2009/10 se domluvil na spolupráci s týmem NHL - Colorado Avalanche, kde poté působil na pozici videotrenéra a rozvojového trenéra. Měl tak na starosti především přípravu u videa a rozvoj talentů. Na těch samých pozicích pokračoval i v sezóně 2010/11. V sezóně 2011/12 povýšil na pozici asistenta trenéra Joe Sacca. Po nepovedené sezóně převzal opět pozici rozvojového trenéra. Po sezóně 2012/13, která byla velkým zklamáním u týmu Colorada i společně s celým týmem trenérů skončil.

## Týmové úspěchy
- 1995/1996 – Stanley cup s Coloradem Avalanche
- 1995/1996 – Clarence S. Campbell Bowl s Coloradem Avalanche
- 1996/1997 – Presidents' Trophy s Coloradem Avalanche
- 1996 – vítěz
- 2002 – stříbro

## Prvenství
- Debut v NHL – 21. ledna 1995 (Philadelphia Flyers proti Quebec Nordiques)
- První gól v NHL – 27. ledna 1995 (Buffalo Sabres proti Quebec Nordiques, kanadskému brankáři Grant Fuhr)
- První asistence v NHL – 27. ledna 1995 (Buffalo Sabres proti Quebec Nordiques)
- První hattrick v NHL – 5. ledna 2000 (Colorado Avalanche proti Calgary Flames)

## Klubové statistiky
| Sezóna        | Klub                     | Soutěž        |     | Základní část | Základní část | Základní část | Základní část | Základní část |    | Play off | Play off | Play off | Play off | Play off |
| Sezóna        | Klub                     | Soutěž        | Z   | G             | A             | B             | TM            | Z             | G  | A        | B        | TM       |          |          |
| 1990–1991     | Beaver Valley Nite Hawks | KIJHL         | 35  | 28            | 44            | 72            | 95            | --            | -- | --       | --       | --       |          |          |
| 1991–1992     | Portland Winter Hawks    | WHL           | 68  | 30            | 30            | 60            | 111           | 6             | 3  | 3        | 6        | 13       |          |          |
| 1992–1993     | Portland Winter Hawks    | WHL           | 58  | 33            | 36            | 69            | 126           | 16            | 7  | 8        | 15       | 29       |          |          |
| 1993–1994     | Portland Winter Hawks    | WHL           | 65  | 43            | 56            | 99            | 212           | 10            | 9  | 8        | 17       | 33       |          |          |
| 1994–1995     | Portland Winter Hawks    | WHL           | 29  | 28            | 20            | 48            | 129           | --            | -- | --       | --       | --       |          |          |
| 1994–1995     | Quebec Nordiques         | NHL           | 48  | 9             | 8             | 17            | 56            | 6             | 0  | 1        | 1        | 0        |          |          |
| 1995–1996     | Colorado Avalanche       | NHL           | 78  | 21            | 27            | 48            | 142           | 22            | 5  | 12       | 17       | 25       |          |          |
| 1996–1997     | Colorado Avalanche       | NHL           | 78  | 33            | 27            | 60            | 136           | 17            | 3  | 6        | 9        | 24       |          |          |
| 1997–1998     | Colorado Avalanche       | NHL           | 73  | 22            | 21            | 43            | 125           | 7             | 2  | 0        | 2        | 4        |          |          |
| 1998–1999     | Colorado Avalanche       | NHL           | 66  | 22            | 27            | 49            | 99            | 19            | 8  | 4        | 12       | 20       |          |          |
| 1999–2000     | Colorado Avalanche       | NHL           | 71  | 18            | 27            | 45            | 106           | 17            | 4  | 11       | 15       | 21       |          |          |
| 2000–2001     | Colorado Avalanche       | NHL           | 39  | 13            | 13            | 26            | 59            | --            | -- | --       | --       | --       |          |          |
| 2000–2001     | Los Angeles Kings        | NHL           | 18  | 4             | 2             | 6             | 4             | 13            | 3  | 3        | 6        | 4        |          |          |
| 2001–2002     | Los Angeles Kings        | NHL           | 76  | 29            | 33            | 62            | 71            | 4             | 1  | 3        | 4        | 2        |          |          |
| 2002–2003     | Los Angeles Kings        | NHL           | 20  | 13            | 4             | 17            | 21            | --            | -- | --       | --       | --       |          |          |
| KIJHL celkově | KIJHL celkově            | KIJHL celkově | 35  | 28            | 44            | 72            | 95            | --            | -- | --       | --       | --       |          |          |
| WHL celkově   | WHL celkově              | WHL celkově   | 220 | 134           | 142           | 276           | 548           | 32            | 19 | 19       | 38       | 75       |          |          |
| NHL celkově   | NHL celkově              | NHL celkově   | 567 | 184           | 189           | 373           | 819           | 105           | 26 | 40       | 66       | 100      |          |          |

## Reprezentace
| Rok                    | Tým                    | Soutěž                 | Z  | G | A | B  | TM |
| ---------------------- | ---------------------- | ---------------------- | -- | - | - | -- | -- |
| 1993                   | USA                    | MSJ                    | 7  | 0 | 0 | 0  | 10 |
| 1994                   | USA                    | MSJ                    | 7  | 0 | 0 | 0  | 8  |
| 1995                   | USA                    | MSJ                    | 7  | 6 | 4 | 10 | 10 |
| 1996                   | USA                    | SP                     | 7  | 2 | 2 | 4  | 8  |
| 1998                   | USA                    | ZOH                    | 4  | 1 | 0 | 1  | 2  |
| 2002                   | USA                    | ZOH                    | 6  | 1 | 1 | 2  | 2  |
| Juniorská reprezentace | Juniorská reprezentace | Juniorská reprezentace | 21 | 6 | 4 | 10 | 28 |
| Seniorská reprezentace | Seniorská reprezentace | Seniorská reprezentace | 17 | 4 | 3 | 7  | 12 |